# Deinandra increscens
Deinandra increscens là một loài thực vật có hoa trong họ Cúc. Loài này được (H.M.Hall ex D.D.Keck) B.G.Baldwin mô tả khoa học đầu tiên năm 1999.